# Екатерини Варела
Екатерини Варела (на гръцки: Αικατερίνη Βαρελά) e гръцка учителка и деятелка на Гръцката въоръжена пропаганда.

## Биография
Родена е в 1866 година като Екатерина Панова (Αικατερίνη Πάνου) във видно гъркоманско семейство в южномакедонския град Енидже Вардар, тогава в Османската империя, днес Яница в Гърция. Става учителка и видна гръцка деятелка в града. Изпраща децата си Михаил Варелас (1886 - 1935) и Елисавет Варела (1890 - 1972) да учат съответно в Педагогическото училище и в гръцкото Девическо училище в Солун. И двамата след това стават учители и революционни дейци.
За активната си прогръцка дейност Екатерини Варела е заклана на Бъдни вечер в 1904 година в дома си от български революционни дейци. Според по-ново изследване е застреляна пред къщата си на Бъдни вечер 1906 година.
Името „Екатерини Варела“ носят улица в центъра на Енидже Вардар и Трета гимназия в града.